# Namesys
Namesys was een Amerikaans IT-bedrijf dat bestandssystemen ontwikkelde, waaronder Reiser FS en Reiser 4. Daarnaast bood het bedrijf ondersteuning en raadgeving op het gebied van Linux in het algemeen.

## Stopzetting
Het bedrijf werd stopgezet, omdat oprichter en directeur is Hans Reiser veroordeeld werd voor de moord op zijn vrouw Nina en hiervoor levenslang kreeg.
De website is niet meer toegankelijk sinds november 2007. Edward Shishkin, een werknemer van Namesys, zei in januari 2008 tegen CNET dat de commerciële activiteit van Namesys gestaakt was.